# Doris Petroni
 Doris Petroni (Teodelina, provincia de Santa Fe, Argentina, 4 de diciembre de 1941, cuyo nombre completo es Doris Beatriz Petroni es una coreógrafa, bailarina y profesora de danza de larga trayectoria en su país. Estuvo casada en primeras nupcias con el Arquitecto Alberto Héctor Martínez, con el cual tuvieron un hijo (Pablo Martínez) estuvieron hasta los años 80. Luego conoció al músico y arreglista Oscar Cardozo Ocampo hasta el fallecimiento de éste en 2001.

## Actividad profesional
Estudió en la Escuela Nacional de Danzas donde obtuvo su título de profesora y prosiguió después su formación artística en la danza con maestros de la talla de María Ruanova, Paulina Ossona, Luisa Grinberg, Ana Itelman y Renate Schottelius y en el teatro con Ricardo Bartis, Beatriz Mattar y Agustín Alezzo. 
Formó parte de diversos grupos estables, como los de  Renate Shottelius y Jorge Tomín. Integró el Ballet Contemporáneo del Teatro General San Martín (bajo la dirección de Oscar Araiz) y posteriormente, entre 1990 y 1997, lo coordinó junto al mismo.
Participó en la Agrupación Amigos de la Danza y Danza Abierta y realizó la coreografía de innumerables obras teatrales así como de espectáculos televisivos, entre estos últimos La culpa fue de Gardel, Prohibido pisar el Tango y Las tres medias de Andrés; colaboró con los programas de televisión de Nicolás Repetto (Paraguay) y Alejandro Dolina. Fue docente del IUNA y en el Teatro Colón y realiza talleres de especialización en técnicas de movimiento.

## Críticas
En la crítica a la versión de Las Troyanas, de Eurípides, con coreografía y dirección de Oscar Araiz, señala Néstor Tirri:

La referencia final va para Doris Petroni, legendaria bailarina de las primeras compañías de Araiz de los años sesenta, quien … asume a Hécuba con su autoridad escénica y con una calidad de movimiento consustanciada con la intensidad dramática del rol.

## Premios
Fue galardonada con el premio Tablas a la trayectoria artística en 2018, el Premio Clarín por la coreografía de Huesito Caracú
 y con el Premio Konex a la producción teatral 2002-2003 en el rubro coreografía por su labor en La corte de Faraón.[cita requerida] También fue nominada para el Premio ACE a la mejor coreografía de la temporada 2002/2003.

## Espectáculos en los que participó
Coreógrafa
- Vivitos y Coleando
- Danza de verano
- Hoy bailongo hoy
- El grito pelado
- La ópera del mendigo
- Locos ReCuerdos
- Viejos conocidos
- El patio de la Morocha
- Trescientas millones
- Reminiscencias
- Tangán
- Petra (...de los emigrados)
- Ballet Orion
- Amigos de la Danza

Asistente coreográfica
- Las mil y una nachas

Autora
- Petra (...de los emigrados)

Bailarina
- Ciudad nuestra Buenos Aires

Entrenadora corporal
- Babilonia

Intérprete
- Fedra
- Casa de puertas
- El puente de los suspiros
- Conferencia
- Suite de Tangos
- Crónicas momentáneas
- 2 x 2 tangos
- Doble tres
- Odi et amo
- Casa de puertas

Voz en off
- El puente de los suspiros

Asistente de dirección
- Guia orquestal para la juventud
- Pedro y el lobo
- 2 x 2 tangos
- Novena partida de ajedrez: fischer-petrosian

## Filmografía
Intérprete
- La playa del amor (1979)
- Tango Bar (1989)

Coreografía
- La magia de Los Parchís (1981)